# Chris Tomlin
Christopher Dwayne Tomlin (ur. 4 maja 1972) – amerykański wokalista i autor piosenek chrześcijańskich, lider uwielbienia. Jego najbardziej znane piosenki to: "How Great Is Our God", "Forever", "Indescribable", "Famous One", "Your Grace is Enough", "Holy Is The Lord", "Let God arise", "Our God", "I Will Follow" i "God's Great Dance Floor"

## Dyskografia
- 1998 – Authentic
- 1998 – Too Much Free Time
- 2001 – The Noise We Make
- 2002 – 545 (maxisingiel)
- 2002 – Not to Us
- 2004 – Arriving
- 2005 – Live from Austin Music Hall (na żywo)
- 2006 – See The Morning
- 2006 – Everything Glorious
- 2006 – The Early Years
- 2008 – Hello Love
- 2009 – Glory in the Highest: Christmas Songs of Worship
- 2010 – And If Our God Is for Us...
- 2011 – How Great Is Our God: The Essential Collection
- 2013 – Burning Lights
- 2014 – Love Ran Red
- 2015 – Adore: Christmas Songs of Worship
- 2016 – Never Lose Sight

Albumy:
- 1999 – Better Is One Day
- 2000 – The Road To One Day
- 2000 – One Day: Live
- 2002 – Our Love is Loud
- 2003 – Sacred Revolution: Songs From OneDay 03
- 2004 – Hymns: Ancient and Modern
- 2005 – How Great Is Our God
- 2006 – Everything Glorious
- 2006 – The Best of Passion (So Far)
- 2007 – Live From Passion 07 Pts. 1 & 3
- 2010 – Awakening
- 2011 – Here for You
- 2012 – Passion: White Flag
- 2013 – Passion: Let the Future Begin